# Shaanxinus rufus
Shaanxinus rufus is een spinnensoort in de taxonomische indeling van de hangmatspinnen (Linyphiidae).
Het dier behoort tot het geslacht Shaanxinus. De wetenschappelijke naam van de soort werd voor het eerst geldig gepubliceerd in 2006 door Andrei V. Tanasevitch.